# Gabriel Gobron
Pour les articles homonymes, voir Gobron.
Œuvres principales
- Les Couarrails de Pont-à-Mousson (1918)
- Notre-Dame des Neiges, histoire d'une famille de boulangers (1938)

Gabriel Gobron, né à Bayonville-sur-Mad en Meurthe-et-Moselle le 5 juillet 1895, et mort le 8 juillet 1941 à Rethel dans les Ardennes, est un instituteur, historien, journaliste et romancier français anarchiste, syndicaliste et militant.

## Biographie
Le père de Gabriel, Jules Alfred Gobron, est issu d'une très ancienne famille d'Ardennais du plateau de Rocroi. Il décède d'une tuberculose le 14 septembre 1920.
Son père ainsi que sa mère, Marie-Rose Marchal, furent boulangers à Bayonville-sur-Mad. 
Gabriel a un frère, Léon, décédé en 1914, et deux sœurs, Marie-Thérèse et Jeanne.
Après avoir terminé ses études primaires, il suit les cours de l’École primaire supérieure (aujourd'hui appelé communément le collège) à Pont-à-Mousson de 1907 à 1911, puis entre à l’École normale d’instituteurs de Nancy de 1911 à 1914. Il y devient alors instituteur, apprend le latin et obtient un baccalauréat universitaire ès lettres.
Après avoir songé à vivre à Tahiti, il obtient une délégation pour exercer son métier d'instituteur dans une École primaire supérieure à Sidi-Bel-Abbès en Algérie pendant six ans. Il se convertit pour une courte durée à l'islamisme.
Il rentre ensuite en France et enseigne à Rethel dans les Ardennes, où il suivra hebdomadairement des cours à la Sorbonne à Paris. Il finira par être titularisé comme professeur d'EPS, puis se met à écrire,.
Pendant son temps libre, Gabriel parcourt l'Europe : il visitera notamment la Tchécoslovaquie, la Hongrie et l'Allemagne où il séjournera à Berlin en 1926 et y développera une conviction de la formation des États-Unis d'Europe.
Il se marie avec Marguerite Schmidt, sans profession.
Il est enterré au cimetière de Bayonville-sur-Mad dans la tombe familiale. La bibliothèque communale de son village natal porte son nom.

## Écriture

### Les débuts
Il commence par traduire des œuvres de philosophes étrangers, et apprend l'anglais, l'allemand, l'italien, l'espagnol et le portugais. Il s'intéresse également à l'occultisme.
Son premier recueil, Les Couarrails de Pont-à-Mousson, est publié en 1918 par les Éditions Berger-Levrault. Il y décrit entre autres les injustices sociales et économiques.
Il publie de nombreux autres ouvrages, dont le roman Yan, fils de Maroussia en 1921 ou L’Ermonec, en 1925.
Il rédige des romans sur la vie des travailleurs des champs et des villes, exprimant dans ces œuvres son anticonformisme et adoptant souvent un ton polémique.

### Caodaïsme
Il est passionné de spiritisme. S'exprimant sur la religion, il ne cache pas son anticléricalisme et sa tendance au caodaïsme, religion vietnamienne. Il devient accrédité du caodaïsme en Occident, et plus particulièrement en France. Certains écrits de Gabriel Gobron, alors appelés frère Gago chez les caodaïstes, sont publiés en 1949 après son décès dans l'ouvrage Le Caodaïsme, bouddhisme rénové et spiritisme annamite.

### Prix et derniers ouvrages
Il publie en 1929 l'ouvrage Contacts avec la jeune génération allemande pour laquelle lui fut décerné à Genève le Prix international de Littérature.
Il rédige de nombreuses œuvres pour la presse syndicaliste, libertaire et pacifiste, alors traumatisé par la Première Guerre mondiale.
Son dernier livre, Notre-Dame des Neiges, histoire d’une famille de boulangers, publié en 1938, raconte l'histoire et les drames de sa famille,.

## Œuvres
La liste des œuvres textuelles référencée par la Bibliothèque nationale de France, classée par année :
- Les Couarrails de Pont-à-Mousson, 1918
- Tartines de Cancoyotte, 1919
- Yan, fils de Maroussia, 1921
- L'Ermonec, 1925
- Réponse à deux compères : MM. Vaillant-Couturier et Aymard (Camille). Ni Bolchevisme ni Fascisme, 1928
- Raspoutine et l'Orgie russe, 1930
- Contracts avec la jeune génération allemande (Beruehrung mit der neuen deutschen Generation). Cahier 2, 1930
- La Hongrie mystérieuse, 1933
- Barbandouille, fabliau moderne pour adultes, 1933
- Enfances catholiques, 1934
- Jean Peuple bâtit la cité, 1937
- Les Persécutions de l'administration française contre les Caodaïstes lettre ouverte à M. le président du conseil et à M. le ministre des colonies, 1938
- Notre-Dame des Neiges, histoire d'une famille de boulangers, 1938
- L'Expérience d'un cardiaque, conseils utiles aux malades, 1941